# Resolutie 2115 Veiligheidsraad Verenigde Naties
Resolutie 2115 van de Veiligheidsraad van de Verenigde Naties werd op 29 augustus 2013 unaniem aangenomen. De resolutie verlengde de waarnemingsmacht in Libanon verder met een jaar.

## Achtergrond
Na de Israëlische inval in Zuidelijk Libanon eind jaren 1970, stationeerden de Verenigde Naties de tijdelijke VN-macht UNIFIL in de streek. Die moest er de vrede handhaven totdat de Libanese overheid haar gezag opnieuw kon doen gelden.
In 1982 viel Israël Libanon opnieuw binnen voor een oorlog met de Palestijnse PLO. Midden 1985 begon Israël met terugtrekkingen uit het land, maar geregeld vonden nieuwe aanvallen en invasies plaats.
Op 12 juli 2006 brak een oorlog uit tussen Hezbollah uit Libanon en Israël die een maand zou duren.

## Inhoud
Libanon had gevraagd dat de UNIFIL-missie ongewijzigd met een jaar verlengd zou worden. Er werd gewag gemaakt van de vele schendingen van resolutie 1701 uit 2006. Alle partijen werden opgeroepen de Blauwe Linie te respecteren. Ook werden pogingen om Libanon te destabiliseren veroordeeld.
UNIFIL's mandaat werd verlengd tot 31 augustus 2014. Het Libanese leger kreeg een pluim voor zijn inspanningen om sterker te worden. Alle partijen werden opgeroepen om zich te houden aan de beëindiging van de vijandelijkheden. Bij Israël werd er nog eens op aangedrongen dat het zich terug zou trekken uit Noord-Ghajar.

## Verwante resoluties
- Resolutie 2084 Veiligheidsraad Verenigde Naties (2012)
- Resolutie 2108 Veiligheidsraad Verenigde Naties
- Resolutie 2131 Veiligheidsraad Verenigde Naties
- Resolutie 2163 Veiligheidsraad Verenigde Naties (2014)

Lijst ·  2086 ·  2087 ·  2088 ·  2089 ·  2090 ·  2091 ·  2092 ·  2093 ·  2094 ·  2095 ·  2096 ·  2097 ·  2098 ·  2099 ·  2100 ·  2101 ·  2102 ·  2103 ·  2104 ·  2105 ·  2106 ·  2107 ·  2108 ·  2109 ·  2110 ·  2111 ·  2112 ·  2113 ·  2114 ·  2115 ·  2116 ·  2117 ·  2118 ·  2119 ·  2120 ·  2121 ·  2122 ·  2123 ·  2124 ·  2125 ·  2126 ·  2127 ·  2128 ·  2129 ·  2130 ·  2131 ·  2132